# Sclerophrys taiensis
Sclerophrys taiensis – afrykański gatunek płaza bezogonowego z rodziny ropuchowatych opisany w roku 2000.

## Systematyka
W przeszłości zaliczano go do licznego w gatunki rodzaju Bufo.

## Występowanie
To endemiczne zwierzę występuje jedynie na południowym zachodzie Wybrzeża Kości Słoniowej oraz na południowym wschodzie Sierra Leone. Informacje o jego bytności w pobliskiej Liberii nie zostały na razie potwierdzone.
Zamieszkuje pierwotne lasy.

## Rozmnażanie
Przez analogię z pokrewnym gatunkiem Sclerophrys tuberosa sądzi się, że rozród przebiega w niewielkich strumieniach leśnych.

## Status
Gatunek ten jest niezwykle rzadki. Do 2012 roku spotkano tylko 4 osobniki, na podstawie których został on opisany. Prawdopodobnie jego liczebność spada.
Zagrożenia dla tego stworzenia stanowić mogą rolnictwo, deforestacja i osadnictwo ludzkie. Na szczęście zamieszkuje on Park Narodowy Taï.